# Černíkovice
Černíkovice är en ort i Tjeckien.   Den ligger i distriktet Okres Rychnov nad Kněžnou och regionen Hradec Králové, i den nordöstra delen av landet, 130 km öster om huvudstaden Prag. Černíkovice ligger 308 meter över havet och antalet invånare är 672.
Terrängen runt Černíkovice är platt söderut, men norrut är den kuperad. Runt Černíkovice är det ganska tätbefolkat, med 166 invånare per kvadratkilometer. Närmaste större samhälle är Rychnov nad Kněžnou, 5,5 km sydost om Černíkovice. Trakten runt Černíkovice består till största delen av jordbruksmark.